# Princess Primp!
Princess Primpǃ è un singolo pubblicato dalla cantante j-pop Miyuki Hashimoto. Questo singolo è stato pubblicato il 22 luglio 2009, tre mesi dopo la pubblicazione del singolo precedente Glossy:MMM. Questo brano è stato utilizzato come sigla di apertura della serie televisiva anime Princess Lover!, trasmessa da luglio a settembre 2009 per 12 episodi.

## Tracce
1. Princess Primpǃ
2. Inochi mijikashi, koi seyo himeǃ (命短し、恋せよ姫!?)
3. Princess Primp! (instrumental)
4. Inochi mijikashi, koi seyo himeǃ (instrumental)